# خیابان ششم (منهتن)

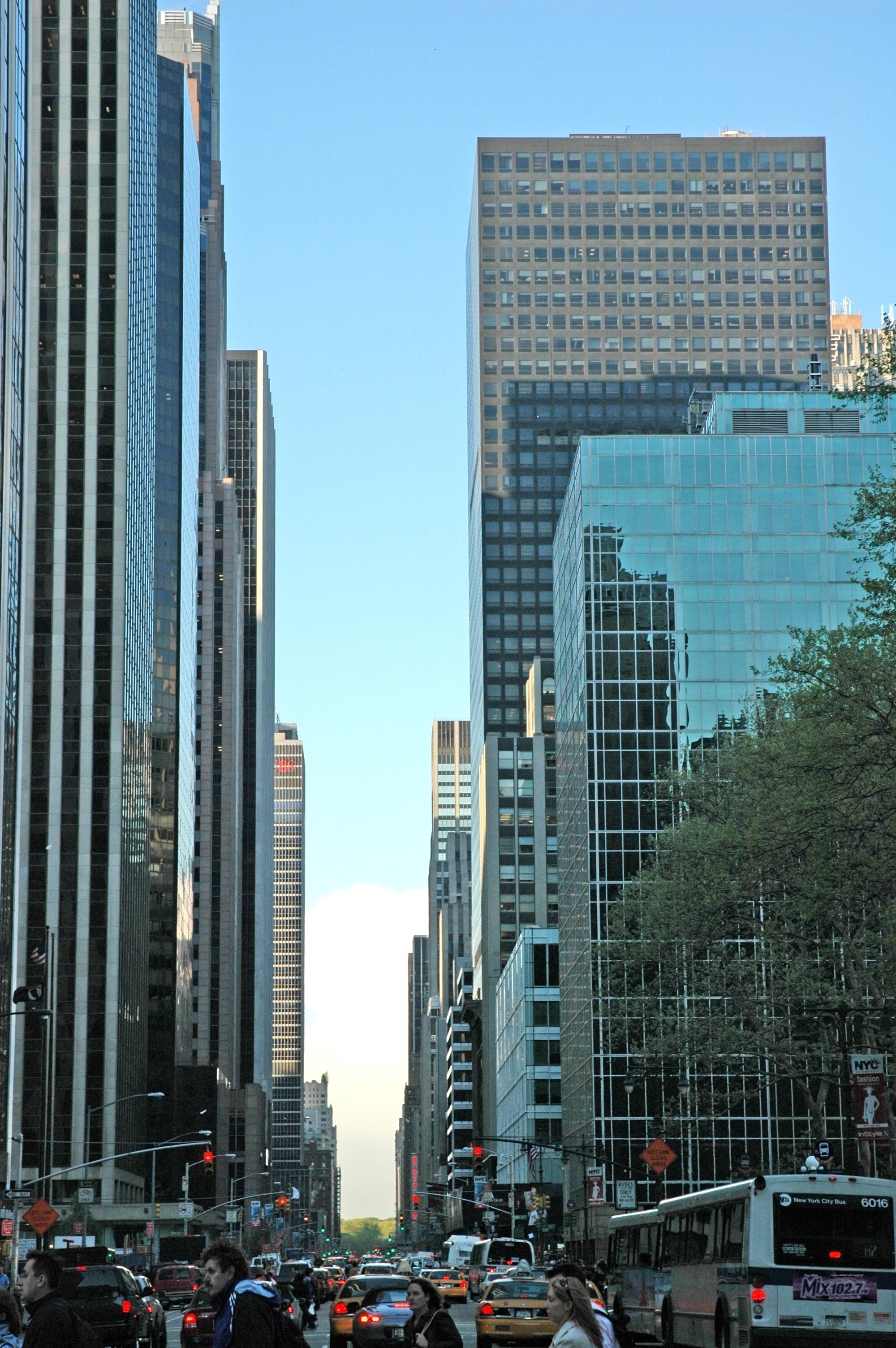

خیابان ششم (در انگلیسی: Sixth Avenue) از خیابان‌های مشهور شهر نیویورک است که در بخش منهتن قرار گرفته‌است.
نام سابق خیابان ششم، خیابان آمریکاز (Avenue of the Americas) بود. اما اکنون از هر دو نام خیابان ششم و همچنین خیابان آمریکاز به‌طور رسمی استفاده می‌شود.